# Yokohama Stadium
Lo stadio di Yokohama (横浜スタジアム) è uno dei tre più rinomati e moderni stadi del Giappone, molto simile, come struttura, all'architettura degli stadi di baseball statunitensi.
Lo stadio è usato dalla squadra locale, gli Yokohama DeNA BayStars, che militano nella Nippon Professional Baseball. L'impianto ha ospitato la maggior parte delle gare dei tornei olimpici di baseball e softball delle Olimpiadi di Tokyo 2020.
Il cantante David Bowie vi si è esibito nel 1983 col suo Serious Moonlight Tour. 
Michael Jackson ha tenuto cinque concerti durante il Bad World Tour del 1987.
Madonna si è esibita per tre sere, dal 25 al 27 aprile 1990, col suo Blond Ambition Tour: il concerto del 26 aprile è stato registrato dalla TV giapponese e successivamente è uscito in formato VHS e LaserDisk col titolo Blond Ambition - Japan Tour 90.